# Nazurna
Nazurna (ukr. Назірна, Nazirna) – wieś na Ukrainie, w  obwodzie iwanofrankiwskim, w rejonie kołomyjskim.